# Franziskanerkloster Magdeburg
Das Franziskanerkloster war ein Kloster der Franziskaner in Magdeburg, das von 1223 bis 1542 bestand und von dem ein Gebäuderest noch bis Ende der 1950er-Jahre in der Altstadt existierte. Die schon 1551 abgerissene Klosterkirche trug den Namen Barfüßerkirche.

## Geschichte

### Gründung und Entwicklung
Im Jahre 1223 ließen sich die Brüder des 1210 gegründeten Franziskanerordens in Magdeburg nieder; die ersten Franziskaner waren 1221 nach Deutschland (Augsburg, Nürnberg und Regensburg) gekommen. Schon am 14. September 1225 konnten sie eine Klosterkirche auf einem Gelände in der Magdeburger Altstadt gegenüber der Ratswaage weihen. 1232 waren die Klostergebäude bereits so groß, dass ein Provinzkapitel der 1230 gegründeten Sächsischen Franziskanerprovinz (Saxonia) in Magdeburg tagen konnte, wie es in späteren Jahren noch öfter der Fall war. Als 1274 die Saxonia in 12 Kustodien gegliedert wurde, wurde Magdeburg das Hauptkloster der Magdeburger Kustodie. 1228 wurde im Magdeburger Konvent ein Studium der Theologie für die Brüder in den sächsischen Klöstern eingerichtet. Das Studium hatte einen weiteren Schwerpunkt im Rechtswesen; zwischen 1265 und 1275 wurde dort der Sachsenspiegel des Eike von Repgow ins Oberdeutsche übertragen. Bis 1395 war in Magdeburg das Studium generale der Saxonia, das dann, nach Gründung der dortigen Universität, nach Erfurt überging.
Bei den Auseinandersetzungen zwischen dem Magdeburger Stadtrat und dem Erzbischof in den 1430er-Jahren standen die Franziskaner auf Seiten des Stadtrates. Als das Konzil von Basel und Kaiser Sigismund über die Stadt den Bann verhängten, übten die Franziskaner als einzige noch seelsorgerliche Funktionen in der Stadt aus. Um die Mitte des 15. Jahrhunderts übernahm der Konvent die Martinianischen Konstitutionen und nahm somit in der Frage, wie streng das Armutsgelübde auszulegen sei, eine gemäßigte Position ein, auch wenn diese Entscheidung im Konvent nicht spannungsfrei verlief. Später stand der Konvent der Observanz nahe und wurde daher 1518 von der Ordensleitung bei der Teilung der Sächsischen Franziskanerprovinz der observanten Provincia Saxonia S. Crucis zugeordnet. 1492 kam es zu einem Zwischenfall, bei dem nach einer Predigt eines Franziskaners, der sich von zwei Juden beleidigt fühlte, vor Schuh- und Schmiedeknechten diese einen Magdeburger Juden verfolgten und ermordeten; der Erzbischof wies 1493 alle Juden aus dem Erzbistum Magdeburg und dem Bistum Halberstadt aus.
Es gibt die Darstellung, dass Martin Luther als 14-Jähriger 1497 im Kloster gelebt habe.

### Aufhebung infolge der Reformation
Als die Reformation Magdeburg erreichte, versuchten die Ordensleute diese durch zahlreiche Predigten im Stadtgebiet Magdeburgs aufzuhalten, waren aber wenig erfolgreich, denn bereits 1529 wurden Teile des Klosters als evangelische Stadtschule genutzt; jedoch trat ein Mitglied des Konvents, Johann Fritzhans, zum Luthertum über und war ab 1524 in Magdeburg als protestantischer Pfarrer bei der Verbreitung der Reformation in der Stadt aktiv. Nach Konfrontationen mit den Magdeburger Bürgern verließen die Franziskaner bis auf einen am 15. Februar 1542 die Stadt. Das Klostergebäude wurde daraufhin zur Stadtschule.
Nachdem das Gelände an den Bürger Georg Wipprecht verkauft worden war, ließ dieser am 14./15. Oktober 1551 die Kirche und den Kreuzgang abreißen, um dort Wohnhäuser zu errichten. Am Breiten Weg entstanden so die Häuser Breiter Weg 137 bis 140. Die übrige Klosteranlage blieb bestehen.

## Bauliche Situation im 20. Jahrhundert

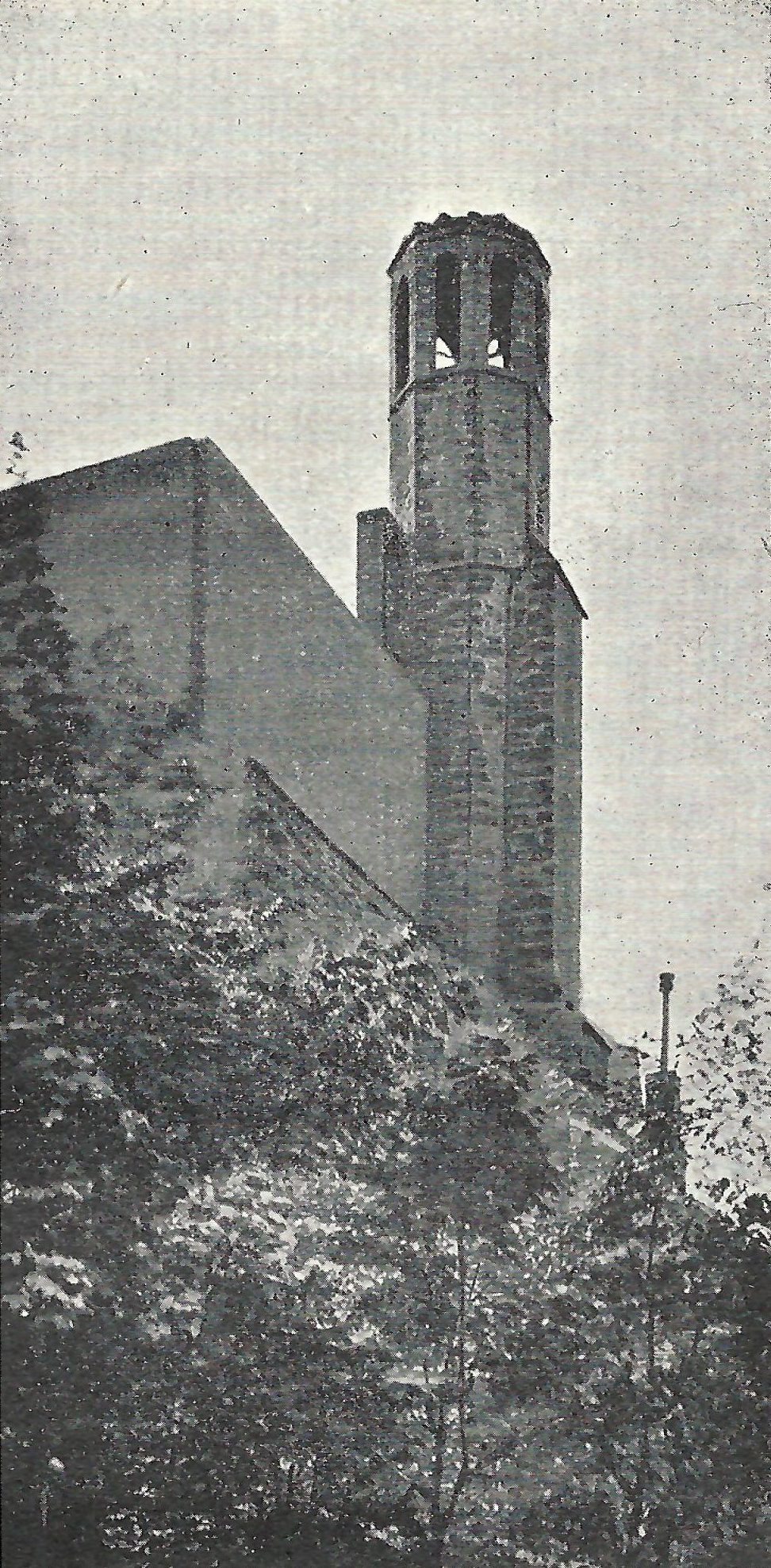
Als Rest der Barfüßerkirche lange erhaltenes sogenanntes Schultürmchen, 1902 oder früher

Anfang des 20. Jahrhunderts war an der südwestlichen Ecke des Areals zur Großen Schulstraße hin noch ein diagonal gestellter Strebepfeiler erhalten, an dessen oberen Ende sich noch ein gotischer Wasserspeier befand. Darüber hinaus bestand eine Bruchsteinmauer, welche wohl ursprünglich die Westseite der Barfüßerkirche bildete, die danach vermutlich eine Nord-Süd-Ausrichtung hatte. An der nordwestlichen Ecke bestand noch eine Quaderung. An der südöstlichen Ecke des Anfang des 20. Jahrhunderts dort bestehenden Schulhofs der Lutherschule befand sich ein verwittertes in Sandstein eingebundenes Sockelprofil, was den Schluss zu ließ, dass es sich bei der Mauer tatsächlich um die Außenmauer handelte. Außerdem befanden sich dort Spuren einer vermauerten Eingangspforte. Vor der Kirchenfront befand sich ein ursprünglich als Refektorium des Klosters genutzter Saal, der im 19. und 20. Jahrhundert als Turnhalle diente. Er verfügte über ein gotisches Rippengewölbe. Etwa in der Mitte der Front zwischen Schulhof und Großer Schulstraße erhob sich ein erhaltener schmaler Treppenturm, der als Schultürmchen bezeichnet wurde. Er erhob sich aus einem wie ein Strebepfeiler wirkenden Mauervorsprung und galt als Wahrzeichen des nordwestlichen Teils der Magdeburger Altstadt. Der Turm diente auch als Glockenturm. So befanden sich im Turm über längere Zeit die Ratsschulglocken von 1578 und von 1725.
Ab 1887 trug eine von Norden auf das ehemalige Klostergelände zulaufende Straße den Namen Franziskanerstraße und nahm so Bezug auf das ehemalige Kloster. Sie wurde jedoch in den 1930er Jahren zu Im Fuchswinkel umbenannt.
Diese baulichen Reste des Klosters überstanden die zwei Zerstörungen Magdeburgs und wurden erst Ende der 1950er-Jahre abgerissen.